# Campionato Cearense 2022
Il Campionato Cearense 2022 è stata la 108ª edizione della massima serie del campionato cearense. La stagione è iniziata l'8 gennaio 2022 e si è conclusa il 24 aprile successivo.

## Stagione

### Novità
Al termine della stagione 2021, sono retrocesse in Segunda Divisão Guarany de Sobral e Barbalha. Dalla seconda divisione, invece, sono state promosse Maracanã-CE e Iguatu.

### Formato
Alla prima fase del torneo, consistente in una fase a gironi, prendono parte otto squadre. Le prime due classificate di tale girone, accedono alla semifinale, mentre la terza e la quarta partono dai quarti di finale. Le due formazioni partecipanti alla Copa do Nordeste 2022 (per questa edizione Ceará e Fortaleza), partono anch'esse dai quarti di finale
La formazione vincitrice, potrà partecipare alla Série D 2023, alla Coppa del Brasile 2023 e alla Copa do Nordeste 2023; la formazione vice-campione, nonché la terza classificata, solo alla Série D. Nel caso le prime tre classificate siano già qualificate alla Série D, l'accesso alla quarta serie andrà a scalare.
La prima classificata nella prima fase, parteciperà alla Coppa del Brasile 2023.

## Risultati

### Prima fase
|  | Pos. | Squadra           | Pt | G  | V | N | P  | GF | GS | DR  |
|  | ---- | ----------------- | -- | -- | - | - | -- | -- | -- | --- |
|  | 1.   | Caucaia           | 30 | 14 | 8 | 6 | 0  | 20 | 8  | +12 |
|  | 2.   | Ferroviário-CE    | 26 | 14 | 6 | 8 | 0  | 24 | 9  | +15 |
|  | 3.   | Pacajus           | 20 | 14 | 5 | 5 | 4  | 17 | 14 | +3  |
|  | 4.   | Iguatu            | 19 | 14 | 5 | 4 | 5  | 23 | 13 | +10 |
|  | 5.   | Maracanã-CE       | 17 | 14 | 3 | 8 | 3  | 16 | 15 | +1  |
|  | 6.   | Atlético Cearense | 13 | 14 | 3 | 4 | 7  | 19 | 24 | -5  |
|  | 7.   | Icasa (-4)        | 12 | 14 | 3 | 7 | 4  | 8  | 10 | -2  |
|  | 8.   | Crato             | 5  | 14 | 1 | 2 | 11 | 5  | 39 | -34 |

Legenda:
      Ammessa alle semifinali della seconda fase.
      Ammessa ai quarti di finale della seconda fase.
      Retrocesse in Segunda Divisão 2023
Note:
Tre punti a vittoria, uno a pareggio, zero a sconfitta.

### Seconda fase

#### Quarti di fase
| Squadra 1 | Totale | Squadra 2 | Andata | Ritorno         |
| --------- | ------ | --------- | ------ | --------------- |
| Ceará     | 2 – 2  | Iguatu    | 2 – 1  | 0 – 1 (3-4 dtr) |
| Fortaleza | 6 – 0  | Pacajus   | 1 – 0  | 5 – 0           |

#### Semifinali
| Squadra 1      | Totale | Squadra 2 | Andata | Ritorno |
| -------------- | ------ | --------- | ------ | ------- |
| Caucaia        | 3 – 1  | Iguatu    | 2 – 0  | 1 – 1   |
| Ferroviário-CE | 1 – 3  | Fortaleza | 0 – 1  | 1 – 2   |

#### Finale
| Squadra 1 | Totale | Squadra 2 | Andata | Ritorno |
| --------- | ------ | --------- | ------ | ------- |
| Caucaia   | 0 – 4  | Fortaleza | 0 – 0  | 0 – 4   |